# Nguyễn Thị Minh Nguyệt (cầu thủ bóng đá)
Nguyễn Thị Minh Nguyệt (sinh 16 tháng 11 năm 1986) là một cầu thủ bóng đá nữ Việt Nam, chơi ở vị trí tiền đạo. Cô chơi cho đội tuyển quốc gia Việt Nam từ năm 2004 tới năm 2016.

## Sự nghiệp
Minh Nguyệt xuất thân từ một vận động viên điền kinh.
Năm 2003, cô quyết định theo nghiệp bóng đá, ban đầu cô tập luyện ở đội bóng Hòa Hợp Hà Tây. 
Năm 2004, chỉ sau một năm tập bóng đá, Minh Nguyệt được triệu tập lên tuyển quốc gia và trở thành trụ cột của đội tuyển từ đó. SEA Games 2005 là dấu ấn đầu tiên đặc biệt với Minh Nguyệt, khi cô giành được tấm huy chương vàng đầu tiên trong sự nghiệp. Được thi đấu cùng những đồng đội lứa trước như Đào Thị Miện, Kim Chi và Văn Thị Thanh, Minh Nguyệt càng ngày càng trưởng thành và trở thành thủ lĩnh đích thực của hàng công tuyển nữ Việt Nam, nhất là sau khi những đàn chị trên lần lượt giải nghệ.
Năm 2015 cô được trao giải Quả bóng vàng Việt Nam 2015 dành cho cầu thủ nữ. Cô chia tay Đội tuyển bóng đá nữ quốc gia Việt Nam năm 2016 sau Giải vô địch bóng đá nữ Đông Nam Á 2016, chỉ còn thi đấu ở cấp câu lạc bộ.
Hiện tại, cô giã từ sự nghiệp bóng đá Quốc gia năm 2016 nhưng vẫn thi đấu cho câu lạc bộ bóng đá nữ Hà Nội 1. Cô vừa đá bóng lại vừa theo học ở trường Đại học thể dục thể thao Từ Sơn. Minh Nguyệt chia sẻ, sau khi giải nghệ cô sẽ trở thành giáo viên dạy thể chất.
Năm 2016, cô được bình chọn là cầu thủ xuất sắc nhất tại Giải bóng đá nữ Vô địch Quốc gia 2016
Hiện tại Nguyễn Thị Minh Nguyệt giảng dạy bộ môn Giáo dục thể chất tại trường Trung học Phổ thông Chuyên Ngoại ngữ cũng như Trường Trung học Cơ sở Ngoại ngữ thuộc Trường Đại học Ngoại ngữ, Đại học Quốc gia Hà Nội.

## Bàn thắng quốc tế
| #   | Ngày                 | Địa điểm                                                       | Đối thủ     | Tỷ số | Kết quả                  | Giải đấu                                |
| --- | -------------------- | -------------------------------------------------------------- | ----------- | ----- | ------------------------ | --------------------------------------- |
| 1.  | 4 tháng 7 năm 2009   | Trung tâm Thể thao Thành Long, Thành phố Hồ Chí Minh, Việt Nam | Kyrgyzstan  | 6–0   | 10–1                     | Vòng loại Cúp bóng đá nữ châu Á 2010    |
| 2.  | 22 tháng 9 năm 2013  | Sân vận động Thuwunna, Yangon, Myanmar                         | Myanmar     | 3–1   | 3–1                      | Giải vô địch bóng đá nữ Đông Nam Á 2013 |
| 3.  | 13 tháng 12 năm 2013 | Sân vận động Mandalarthiri, Mandalay, Myanmar                  | Philippines | 2–0   | 7–0                      | Đại hội Thể thao Đông Nam Á 2013        |
| 4.  | 13 tháng 12 năm 2013 | Sân vận động Mandalarthiri, Mandalay, Myanmar                  | Philippines | 5–0   | 7–0                      | Đại hội Thể thao Đông Nam Á 2013        |
| 5.  | 18 tháng 12 năm 2013 | Sân vận động Mandalarthiri, Mandalay, Myanmar                  | Malaysia    | 1–0   | 4–0                      | Đại hội Thể thao Đông Nam Á 2013        |
| 6.  | 18 tháng 12 năm 2013 | Sân vận động Mandalarthiri, Mandalay, Myanmar                  | Malaysia    | 3–0   | 4–0                      | Đại hội Thể thao Đông Nam Á 2013        |
| 7.  | 20 tháng 12 năm 2013 | Sân vận động Mandalarthiri, Mandalay, Myanmar                  | Thái Lan    | 1–0   | 1–2                      | Đại hội Thể thao Đông Nam Á 2013        |
| 8.  | 23 tháng 9 năm 2014  | Incheon Namdong Asiad Rugby Field, Incheon, Hàn Quốc           | Hồng Kông   | 4–0   | 5–0                      | Đại hội Thể thao châu Á 2014            |
| 9.  | 26 tháng 7 năm 2016  | Sân vận động Mandalarthiri, Mandalay, Myanmar                  | Singapore   | 5–0   | 14–0                     | Giải vô địch bóng đá nữ Đông Nam Á 2016 |
| 10. | 28 tháng 7 năm 2016  | Sân vận động Mandalarthiri, Mandalay, Myanmar                  | Philippines | 4–0   | 4–0                      | Giải vô địch bóng đá nữ Đông Nam Á 2016 |
| 11. | 2 tháng 8 năm 2016   | Sân vận động Mandalarthiri, Mandalay, Myanmar                  | Myanmar     | 3–3   | 3–3 (s.h.p.) (5–4 ph.đ.) | Giải vô địch bóng đá nữ Đông Nam Á 2016 |
| 12. | 4 tháng 8 năm 2016   | Sân vận động Mandalarthiri, Mandalay, Myanmar                  | Thái Lan    | 1–1   | 1–1 (s.h.p.) (5–6 ph.đ.) | Giải vô địch bóng đá nữ Đông Nam Á 2016 |

## Thành tích
- Vô địch quốc gia năm 2006 (Hà Tây), 2011 và 2013 (Hà Nội);
- Vô địch SEA Games 2005 và 2009; 
  - Huy chương bạc SEA Games 2007 và 2013;
- Vô địch Đông Nam Á 2006 và 2012;
- Quả bóng vàng Việt Nam 2015; 
  - Quả bóng đồng Việt Nam 2014;
- Cầu thủ xuất sắc nhất Giải bóng đá nữ vô địch quốc gia 2013.